# Gestão de investimentos
Gestão de investimentos (ou administração financeira) é o gerenciamento profissional de ativos de vários valores mobiliários (ações, títulos e outros valores mobiliários) e outros ativos (por exemplo, imóveis), a fim de atender às metas de investimento especificadas para o benefício dos investidores. Os investidores podem ser instituições (companhias de seguros, fundos de pensão, empresas, instituições de caridade, estabelecimentos de ensino etc.) ou investidores privados (tanto diretamente via contratos de investimento e mais comumente através de fundos de investimento coletivo, por exemplo, fundos de investimento ou fundos negociados na bolsa).
A Gestão de investimentos pode ser feita de duas maneiras, via fundos de investimento ou via carteira administrada. O primeiro é mais popular e a gestão é feita de forma coletiva, reunindo o capital de todos os investidores em uma só conta, já as carteiras administradas são geridas de forma individual, cada conta pode ser gerida separadamente, permitindo posições exclusivas, além de possibilitar um acompanhamento mais próximo das posições pelo titular. 
O termo 'gestão de ativos' é freqüentemente usado para se referir a gestão de fundos de investimentos, enquanto o termo mais genérico 'gerenciamento de fundos' pode se referir a todas as formas de investimento institucional, bem como gerenciamento de investimentos para investidores privados. Os gestores de investimento especializados em gestão consultiva ou discricionária em nome de investidores privados (normalmente ricos) podem frequentemente se referir a seus serviços como gestão financeira ou gerenciamento de portfólio, geralmente no contexto de "private banking".
O termo gestor de fundos, ou consultor de investimentos nos Estados Unidos, refere-se a uma empresa que fornece serviços de gerenciamento de investimentos e a um indivíduo que dirige as decisões de gerenciamento de fundos.
De acordo com um estudo do Boston Consulting Group, os ativos gerenciados profissionalmente por taxas atingiram uma alta histórica de 62,4 trilhões de dólares em 2012, depois de permanecerem inalterados desde 2007. Além disso, era esperado que esses ativos do setor sob gestão atingissem 70,2 trilhões de dólares no final de 2013, conforme estimativa da Cerulli Associates.
A indústria global de gestão de investimentos é altamente concentrada na natureza, em um universo de cerca de 70.000 fundos, aproximadamente 99,7% dos fluxos de fundos dos EUA em 2012 foram destinados a apenas 185 fundos. Além disso, a maioria dos gestores de fundos informa que mais de 50% de seus ingressos são destinados a apenas três fundos.[carece de fontes?]

## Tamanho da indústria global de gestão de fundos
Os ativos convencionais sob administração do setor global de gerenciamento de fundos aumentaram 10% em 2010, para 79,3 trilhões de dólares. Os ativos de pensão representaram 29,9 trilhões de dólares do total, sendo 24,7 trilhões investidos em fundos mútuos e 24,6 trilhões em fundos de seguros. Juntamente com ativos alternativos (fundos soberanos, hedge funds, fundos de private equity e fundos negociados em bolsa) e fundos de indivíduos ricos, os ativos da indústria global de administração de fundos totalizaram cerca de 117 trilhões de dólares. O crescimento em 2010 seguiu um aumento de 14% no ano anterior e deveu-se à recuperação nos mercados acionários durante o ano e à entrada de novos fundos.
Os EUA continuaram de longe a maior fonte de recursos, representando cerca de metade dos ativos convencionais sob gestão ou cerca de 36 trilhões de dólares. O Reino Unido foi o segundo maior centro do mundo e de longe o maior da Europa, com cerca de 8% do total global.

## Filosofia, processo e pessoas
Em inglês, os 3-P's (Philosophy, Process and People) são frequentemente usados para descrever as razões pelas quais o gerente é capaz de produzir resultados acima da média.
- Filosofia refere-se às crenças gerais da organização de investimento. Por exemplo: (i) o gerente compra ações em crescimento ou valor, ou uma combinação das duas (e por que)? (ii) Eles acreditam no timing do mercado (e em que evidências)? (iii) Eles confiam em pesquisas externas ou empregam uma equipe de pesquisadores? É útil que todas e quaisquer dessas crenças fundamentais sejam apoiadas por declarações verídicas.
- Processo refere-se à maneira pela qual a filosofia geral é implementada. Por exemplo: (i) Qual universo de ativos é explorado antes que ativos específicos sejam escolhidos como investimentos adequados? (ii) Como o gerente decide o que comprar e quando? (iii) Como o gerente decide o que vender e quando? (iv) Quem toma as decisões e são tomadas pelo comitê? (v) Quais controles existem para garantir que um fundo não autorizado (um muito diferente dos outros e do que se destina) não possa surgir?
- Pessoas refere-se à equipe, especialmente aos gerentes de fundos. As perguntas são: quem são eles? Como eles são selecionados? Quantos anos eles tem? Quem se reporta a quem? Qual é a profundidade da equipe (e todos os membros entendem a filosofia e o processo que deveriam usar)? E o mais importante de tudo: há quanto tempo a equipe trabalha em conjunto? Esta última pergunta é vital, pois qualquer registro de desempenho apresentado no início do relacionamento com o cliente pode ou não se relacionar com (foi produzido por) uma equipe que ainda está no local. Se a equipe mudou bastante (alta rotatividade de pessoal ou mudanças na equipe), é provável que o registro de desempenho não esteja completamente relacionado à equipe existente (dos gerentes de fundos).

## Estilos de investimento
Há uma variedade de estilos diferentes de gestão de fundos que a instituição pode implementar. Por exemplo, crescimento, valor, neutro no mercado, pequena capitalização, indexado etc. Cada uma dessas abordagens possui características distintas, aderentes e, em qualquer ambiente financeiro específico, características distintas de risco. Por exemplo, há evidências de que os estilos de crescimento (compra de ganhos em rápido crescimento) são especialmente eficazes quando as empresas capazes de gerar esse crescimento são escassas; por outro lado, quando esse crescimento é abundante, há evidências de que os estilos de valor tendem a superar os índices particularmente particularmente bem-sucedidos.
Um exemplo de gestão de investimentos pode ser observado na abordagem de alocação de ativos. Essa estratégia envolve a distribuição do portfólio entre diferentes classes de ativos, como ações, títulos e imóveis, para maximizar os retornos ajustados ao risco. Por exemplo, durante períodos de alta volatilidade no mercado de ações, os gestores podem optar por aumentar a alocação em títulos, que geralmente oferecem maior estabilidade. Por outro lado, em um ambiente de baixa taxa de juros, pode ser mais vantajoso aumentar a exposição a ações para capturar maiores retornos. A diversificação e o rebalanceamento contínuo são fundamentais para manter a eficiência dessa estratégia, ajustando as posições conforme as condições de mercado e as metas do investidor evoluem.
Os grandes gestores de ativos estão cada vez mais criando perfis de seus gerentes de portfólio de ações para negociar seus pedidos com mais eficiência. Embora essa estratégia seja menos eficaz em operações com capitalização reduzida, ela tem sido eficaz em carteiras de empresas com capitalização alta.

## Educação ou certificação
Cada vez mais, as escolas internacionais de negócios estão incorporando o assunto em seus cursos e algumas formularam o título de 'Gerenciamento de investimentos' ou 'Gerenciamento de ativos' conferido como bacharelado especializado (por exemplo, Cass Business School, Londres). Para aqueles com aspirações de se tornar um gerente de investimentos, pode ser necessária mais educação além dos bacharéis em negócios, finanças ou economia. Designações, como o Chartered Investment Manager (CIM) no Canadá, são necessárias para profissionais do setor de gerenciamento de investimentos. Um diploma de pós-graduação ou uma qualificação de investimento, como a designação Chartered Financial Analyst (CFA), pode ajudar a ter uma carreira em gerenciamento de investimentos. Há evidências de que qualquer qualificação específica aprimora a característica mais desejável de um gerente de investimentos, ou seja, a capacidade de selecionar investimentos que resultem em um desempenho de longo prazo acima da média (ponderado pelo risco).[carece de fontes?]